# Port lotniczy Timișoara
Port lotniczy Timișoara – międzynarodowy port lotniczy położony w Timișoarze, w okręgu Temesz. Jest drugim co do wielkości portem lotniczym w Rumunii. Nosi imię rumuńskiego pioniera lotnictwa, Traiana Vui.

## Kierunki lotów i linie lotnicze
| Linia lotnicza       | Kierunek |
| -------------------- | --- |
| Air Connect          | Sezonowo: 1. Bukareszt-Băneasa 2. Konstanca |
| Corendon Airlines    | Sezonowe czartery: 1. Antalya |
| Eurowings            | Sezonowo: 1. Stuttgart |
| HiSky                | 1. Bukareszt 2. Tel Awiw Sezonowe czartery: 1. Antalya 2. Monastyr 3. Rodos |
| Lufthansa            | 1. Frankfurt (do 30 marca 2024) 2. Monachium |
| Sky Express (Greece) | Sezonowe czartery: 1. Heraklion 2. Patras 3. Rodos |
| TAROM                | 1. Bukareszt Sezonowe czartery: 1. Antalya 2. Hurghada |
| Wizz Air             | 1. Barcelona 2. Bari 3. Paryż-Beauvais 4. Mediolan-Bergamo 5. Bolonia 6. Bruksela-Charleroi 7. Dortmund 8. Frankfurt-Hahn 9. Karlsruhe/Baden-Baden 10. Londyn-Luton 11. Madryt 12. Memmingen 13. Rzym-Fiumicino 14. Walencja Sezonowo: 1. Treviso 2. Zakintos |